# RAH-66 Comanche

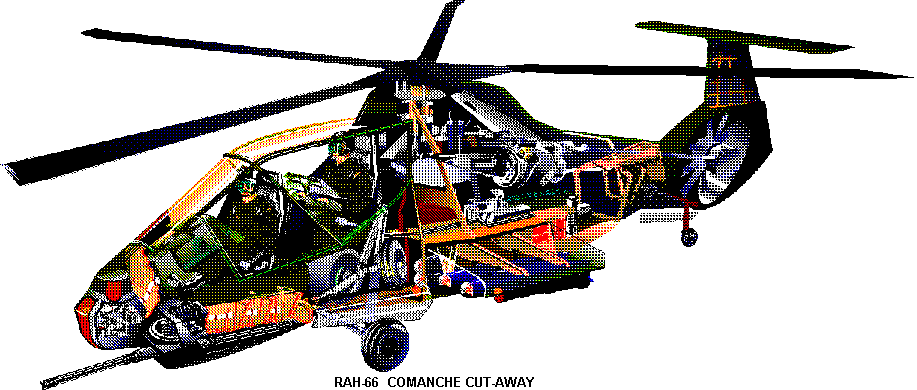
Doorsnede van een RAH-66 Let op de fantail staart in plaats van een rotor

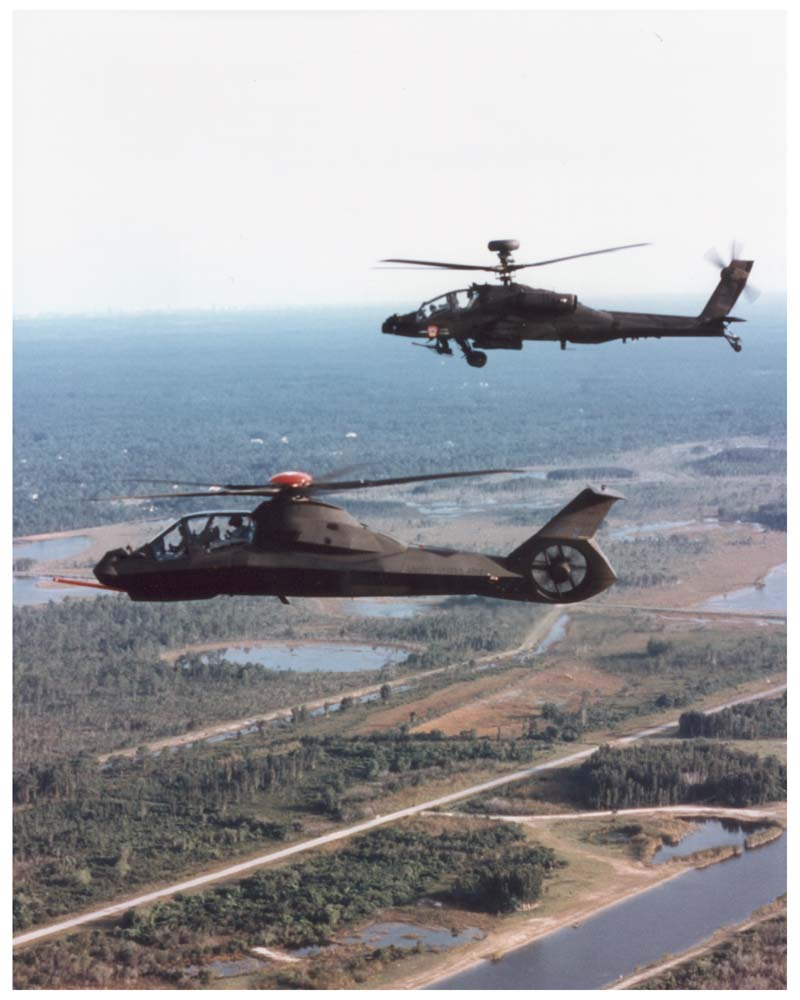
Vergelijk tussen de Comanche (voor) en de Longbow Apache (achter)

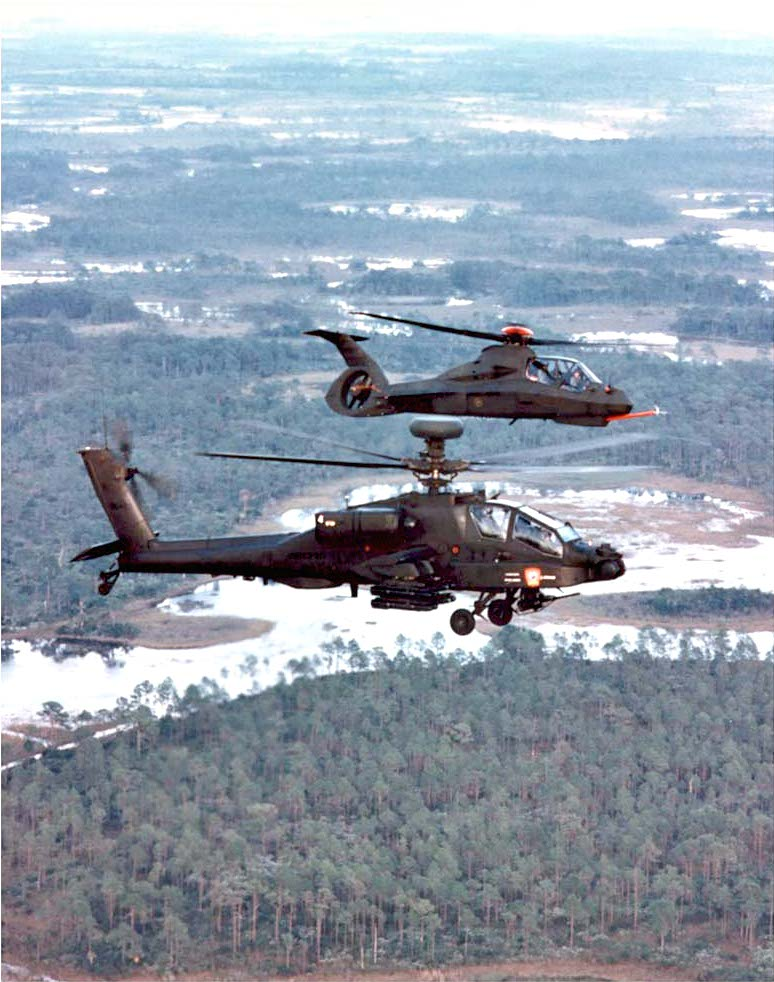
En andersom

De Boeing-Sikorsky RAH-66 Comanche werd in 1991 gekozen als de winnaar van het "Light Helicopter Experimental" (LHX)-programma van de Amerikaanse landmacht (US Army). Het kreeg daarbij de opdracht om 4 prototypes te bouwen. Het LHX-programma was bedoeld om één type helikopter te ontwikkelen ter vervanging van de grote hoeveelheid OH-58, OH-6 en AH-1 verkennings- en aanvalshelikopters in de inventaris van de US Army. De eerste toestellen zouden in 2006 operationeel moeten zijn en het Comanche-project zou rond 2010 moeten zijn afgerond. Er waren in totaal 1230 stuks gepland. 
Het eerste prototype was gereed in december 1993 en na de nodige tests vond de eerste vlucht plaats op 4 januari 1996. 
Het toestel was bedoeld voor gewapende tactische verkenning en bestond daarom bijna geheel uit composietmateriaal om minder zichtbaar te zijn voor radar. Het toestel was voorzien van twee geïntegreerde digitale besturingssystemen en had nieuwe navigatiemiddelen. De RAH-66 Comanche werd aangedreven door 2 Allison T800-turbinemotoren en had een tweepersoons bemanning die achter elkaar in de cockpit zat.
Tijdens een lange testfase waarin uiteindelijk slechts 2 prototypes werden gebouwd besloot de Amerikaanse landmacht op 24 februari 2004 tot stopzetting van het programma. De Amerikaanse rekenkamer had becijferd dat aanschaf van de RAH-66 Comanche beslag zou leggen op circa 2/3 deel van de totale begroting van de legerluchtvaartafdeling. Daarop besloot de US Army op 24 februari 2004 dat de Comanche niet verder ontwikkeld zou worden. Alle lopende en toekomstige orders werden vervolgens geannuleerd en het project werd meteen gestaakt. Andere redenen waren onrealistische en onhaalbare eisen, gestegen productiekosten, veranderende missie voor de legerluchtvaart, een te groot beslag op het beschikbare budget voor legerluchtvaart, en onvoldoende risico-reductie m.b.t. toepassen van nieuwe technologie.
De overgebleven toestellen staan nu in luchtvaartmusea.